# Liste der Wappen der Bezirksgemeinschaft Burggrafenamt
Die Liste der Wappen der Bezirksgemeinschaft Burggrafenamt beinhaltet alle in der Wikipedia gelisteten Wappen der Bezirksgemeinschaft Burggrafenamt in Südtirol in Italien. In dieser Liste werden die Wappen mit dem Gemeindelink angezeigt.

## Wappen der Bezirksgemeinschaft Burggrafenamt
Die Wappen der Bezirksgemeinschaft Burggrafenamt

Algund
Burgstall
Gargazon
Hafling
Kuens
Lana
Laurein
Marling
Meran
Moos in Passeier
Nals
Naturns
Partschins
Plaus
Proveis
Riffian
St. Leonhard in Passeier
St. Martin in Passeier
St. Pankraz
Schenna
Tirol
Tisens
Tscherms
Ulten
Unsere Liebe Frau im Walde-St. Felix
Vöran